# Isole Bijagos
Le Isole Bijagos o Isole Bissagos (in portoghese Arquipélago dos Bijagós) sono un gruppo di 88 isole situate lungo la costa africana al largo della Guinea-Bissau.

## Caratteristiche
Dal punto di vista amministrativo fanno parte della regione di Bolama della Guinea-Bissau.
Esse sono classificate dall'UNESCO come riserva della biosfera.
Le isole principali sono:
- Formosa, 140,3 km²
- Caravela, 125,7 km²
- Orango, 122,7 km²
- Roxa, 111 km²
- Orangozinho, 107 km²
- Uno, 104,0 km²
- Carache, 80,4 km²
- Bubaque, 75 km²
- Bolama, 65 km²
- Galinhas, 50 km²

Solo 20 delle 88 isole sono abitate.

## Storia
Le isole sono state scoperte dal navigatore genovese Antoniotto Usodimare e dal navigatore veneziano Alvise Da Mosto nel 1456 durante il loro viaggio di ritorno in Portogallo.

## Parchi nazionali
- Parco nazionale delle isole di Orango
- Parco nazionale marino João Vieira e Poilão